# Tři (film)
Tři (v originále Drei) je německý hraný film z roku 2010, který režíroval Tom Tykwer podle vlastního scénáře. Film popisuje osudy milostného trojúhelníku dvou mužů a jedné ženy. Snímek měl světovou premiéru na Benátském filmovém festivalu 10. září 2010.

## Děj
Moderátorka kulturních pořadů Hanna a umělecký technik Simon žijí v Berlíně společně již 20 let. Jejich společný život je již rutinní. V této situaci Simon zjistí, že má rakovinu varlat a současně mu jeho matka Hildegard oznámí, že trpí nevyléčitelnou formou rakoviny slinivky břišní. Simon svou nemoc před Hannou utají. Hildegard se pokusí o sebevraždu. Je zachráněna, ale s poškozeným mozkem zůstane v bezvědomí a po čase umírá.
Mezitím se Hanna na jednání etické komise seznámí s vědcem Adamem, který se zabývá buněčným výzkumem chimérismu. Po krátké době se náhodou znovu potkají a Hanna u Adama stráví noc. Téhož večera jde Simon k lékaři a musí na okamžitou operaci. Hanna se tak o jeho nemoci dozví až následujícího dne ráno. Poté, co je pohřbena Heldegard, požádá Adam Hannu o ruku a zanedlouho mají svatbu. Přesto Hanna udržuje i nadále vztah s Adamem. Krátce poté potká Simon Adama ve veřejných lázních, kde se baví o Simonově nemoci a Adam Simona uspokojí v převlékací kabině. Simon je zmatený, přesto chce Adama opět vidět. Když se po krátkém čase opět potkají, začne mezi muži milostný vztah, během něhož se Simon ptá, zda je homosexuál nebo ne. Tento milostný trojúhelník funguje pouze do té doby, kdy Hanna zjistí, že je těhotná a neví, který z mužů je otcem. Jde neohlášeně k Adamovi, kde se potkají se Simonem. Hanna opouští Berlín a odjíždí ke své přítelkyni do Londýna. Na ultrazvukovém vyšetření se zjistí, že čeká dvojčata. Nejprve nechce se Simonem komunikovat, pak se ale vrátí do Berlína a při společném hovoru zjistí, že jim oběma Adam chybí. Jdou tedy za ním, film končí tím, že si všichni lehnou do jedné postele.

## Obsazení
| Sophie Rois        | Hanna Blum |
| Sebastian Schipper | Simon      |
| David Striesow     | Adam Born  |
| Annedore Kleist    | Lotte      |
| Angela Winkler     | Hildegard  |
| Alexander Hörbe    | Dirk       |
| Winnie Böwe        | Petra      |

## Ocenění
Na udělování Německé filmové ceny v roce 2011 získal film nejvíce nominací (kategorie nejlepší film, nejlepší režie, nejlepší hlavní ženská role, nejlepší střih, nejlepší filmová hudba a nejlepší zvuk). Cenu získali režisér Tykwer, herečka Rois a Mathilde Bonnefoy za střih. Bonnefoy byla rovněž nominována na Evropskou filmovou cenu.